# Cimpungan
Cimpungan is een bestuurslaag in het regentschap Kepulauan Mentawai van de provincie West-Sumatra, Indonesië. Cimpungan telt 1158 inwoners (volkstelling 2010).